# Photoscotosia pallifasciaria
Photoscotosia pallifasciaria är en fjärilsart som beskrevs av John Henry Leech 1897. Photoscotosia pallifasciaria ingår i släktet Photoscotosia och familjen mätare. Inga underarter finns listade i Catalogue of Life.